# Enicopus andradei
Enicopus andradei é uma espécie de insetos coleópteros polífagos pertencente à família Dasytidae.
A autoridade científica da espécie é Pardo, tendo sido descrita no ano de 1966.
Trata-se de uma espécie presente no território português.